# Férel
Férel (en bretó Ferel) és un municipi francès, situat a la regió de Bretanya, al departament d'Ar Mor-Bihan. L'any 2006 tenia 2.591 habitants. Limita amb els municipis de Camoël, Arzal, Marzan i La Roche-Bernard a Morbihan, i Herbignac a Loira Atlàntic.

## Demografia
| 1962                                       | 1968  | 1975  | 1982  | 1990  | 1999  |
| ------------------------------------------ | ----- | ----- | ----- | ----- | ----- |
| 1.555                                      | 1.619 | 1.638 | 1.891 | 2.027 | 2.050 |
| Des de 1962: població sense dobles comptes |       |       |       |       |       |

## Administració
| Període   | Identitat               | Partit |
| --------- | ----------------------- | ------ |
| 1945-1953 | Jean Texier             |        |
| 1953-1966 | Bernard du Boisrouvray  |        |
| 1966-1971 | Paul Clavier            |        |
| 1971-1983 | Bernard du Boisrouvray  |        |
| 1983-1989 | Yvan de l'Estourbeillon |        |
| 1989-2008 | Michel Texier           | PS     |
| 2008-     | Patrick Bastien         |        |